# Шишканов, Пётр Фёдорович
Пётр Фёдорович Шишка́нов (1920, Ольшанка, Саратовская губерния — 18 декабря 1989) — советский организатор сельскохозяйственного производства, Герой Социалистического Труда.

## Биография
Родился в селе Ольшанка в 1920 (по данным сайта Подвиг народа — 1919) году. Окончил Росташовскую семилетку и школу счетоводов в Аркадаке (1938), работал счетоводом в колхозе имени Крупской (с. Ново-Березовка).
В 1939—1946 годы служил в РККА, участник войны, награждён орденом Славы III степени, медалями «За отвагу», «За взятие Будапешта», «За победу над Германией в Великой Отечественной войне», орденом Отечественной войны I степени (1986).
С 1946 г. председатель колхоза в Брянской области.
В январе 1951 года избран председателем колхоза «Алексеевский» Аркадакского района, за несколько лет вывел его в передовые.
В августе 1960 г. возглавил колхоз «Красное знамя» (с. Красное Знамя, Аркадакский район Саратовской области). За годы восьмой пятилетки колхоз продал государству сверх плана 4 тысячи тонн зерна, 260 тонн мяса, 500 тонн молока. Денежные доходы возросли с 1,5 до 2,5 млн рублей.
Член КПСС с 1947 года, делегат XXIV съезда КПСС.

## Награды
Герой Социалистического Труда (08.04.1971). За высокие достижения в производстве сельскохозяйственной продукции награждёнтремя орденами Ленина (1966, 1971, 1976), орденами Октябрьской революции (1973), «Знак Почёта» (1958), четырьмя малыми серебряными медалями ВДНХ.
Умер 18 декабря 1989 года после продолжительной болезни.